# Павловський Феоктист
Павло́вський Федір(Феокти́ст), також Язловський Феоктист (1706 — 28 листопада 1744) — український живописець XVIII століття, керівник малярні Києво-Печерської лаври.

## Біографічні відомості
Народився 1706 року в с. Лютенька на Полтавщині. Керував малярнею Києво-Печерської лаври у 1730–1744 роках. Навчався в Київській академії. З 1730 року працював разом з І. Максимовичем у Лаврській іконописній майстерні. Писав ікони, пейзажі й портрети (Варлаама Ванатовича та ін.). Малюнки й ескізи до ікон збереглися в «Кужбушках». 
Навчався в Київській академії.Найбільш впливовим його вихователем був професор Мігіневич. З 1730 року працював разом з І. Максимовичем у Лаврській іконописній майстерні. В цьому ж році його прийняли в ченці, а в кінці року висвятили в сан ієромонаха.
1733 року під його керівництвом у лаврській майстерні виконувалися малярні замовлення для гетьманської церкви в Великих Сорочинцях. Керував роботами з розпису Успенського собору Києво-Печерської лаври та Троїцької Надбрамної церкви, де особисто намалював «Троїцю» на склепінні.
Близько 1733 року лаврській малярні було доручено написати ікони до гетьманської церкви у Великих Сорочинцях. Групу, що різьбила Сорочинський іконостас, очолював відомий лаврський майстер Іларіон. Позолоту ажурної різьби і живопис виконували майстри малярні Києво-Печерської лаври під керівництвом Павловського.
1744 року готував тезис Сильвестра Кулябки з зображенням Єлизавети Петрівни, Анни Петрівни й Петра II (гравійований у Берліні Давидом Шлейхером).
Помер 1744 року. За два дні  до смерті передав лаврській бібліотеці свої книжки з написами на них.
Малюнки й ескізи до ікон збереглися в «Кужбушках».

## Джерело
- Жолтовський П. М. Словник-довідник художників, що працювали на Україні в XIV–XVIII ст. / Художнє життя на Україні в XVI–XVIII ст. — К.: Наук. думка, 1983. — с. 151–152.